# Microcalcarifera mixtaria
Microcalcarifera mixtaria är en fjärilsart som beskrevs av Walker 1863. Microcalcarifera mixtaria ingår i släktet Microcalcarifera och familjen mätare. Inga underarter finns listade i Catalogue of Life.